# George Ernest Shelley
George Ernest Shelley (* 15. Mai 1840 in Brighton; † 29. November 1910 in Bournemouth) war ein britischer Geologe und Ornithologe. Er war der Neffe des englischen Poeten Percy Bysshe Shelley.
Nach seiner Schulzeit in England und dem Lycée de Versailles trat er 1863 der Grenadiergarde bei, wo er einige Jahre später den Rang eines Captains erlangte. Im Auftrag der südafrikanischen Regierung unternahm er eine geologische Forschungsreise. Später erforschte er auch Ägypten. 1889 heiratete er Janet Andrews. Aus dieser Ehe gingen eine Tochter und zwei Söhne hervor.
Zu Shelleys ornithologischen Standardwerken zählen: Catalogue of the Picariæ in the Collection of the British Museum. Scansores and Coccyges containing the families Indicatoridæ, Capitonidæ, Cuculidæ, and Musophagidæ (1874), A Monograph of the Cinnyridæ, or Family of Sun Birds (1876–1877), A Handbook to the Birds of Egypt (1872) und A Monograph of the Nectariniidae (1880). Sein Hauptwerk The Birds of Africa erschien in fünf Bänden zwischen 1896 und 1912. Der letzte Teil des Werkes wurde von William Lutley Sclater (1863–1944) fertiggestellt und posthum veröffentlicht.
1906 setzte ein Plegieanfall seiner Arbeit ein Ende. Seine Kollektion, die aus 7235 konservierten Probestücken besteht, wird im British Museum aufbewahrt.
Shelley beschrieb 37 afrikanische Vogeltaxa erstmals wissenschaftlich, darunter den Fahlsegler (Apus pallidus), das Erdbeerköpfchen (Agapornis lilianae), den Grantastrild (Pyrenestes minor), den Rotkopf-Samenknacker (Spermophaga ruficapilla) und den Braunbänder-Regenpfeifer (Charadrius forbesi) sowie die Somalirußmeise (Melaniparus thruppi). Auch mehrere Vogelarten sind nach Shelley benannt, wie der Bindenuhu (Bubo shelleyi), der Rotmantelastrild (Cryptospiza shelleyi), der Shelleyfrankolin (Francolinus shelleyi) und der Scharlachbrust-Nektarvogel (Cinnyris shelleyi).

## Publikationen (Auswahl)
- A Handbook to the Birds of Egypt. John van Voorst, London 1872 (biodiversitylibrary.org).